# Zuzana Roithová

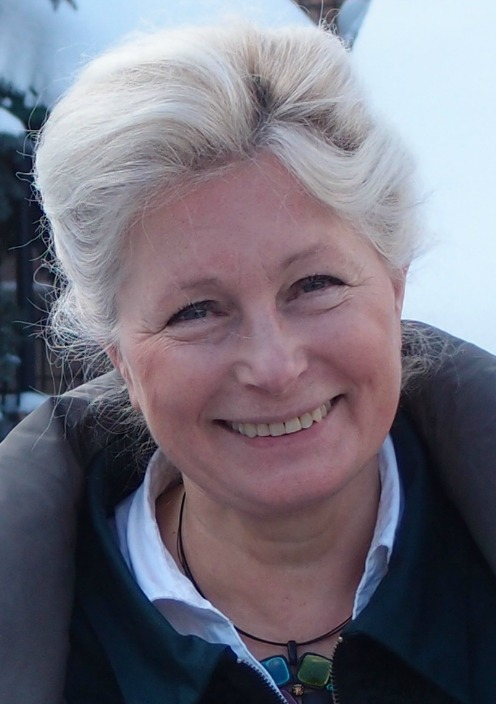
Zuzana Roithová (2012)

Zuzana Roithová (* 30. Januar 1953 in Prag) ist eine tschechische Politikerin der Křesťanská a demokratická unie – Československá strana lidová (KDU-ČSL).
Roithová besuchte die allgemeinmedizinische Fakultät der Karls-Universität Prag, legte die ärztliche Prüfung in der Strahlendiagnostik ab und wurde so zum Doktor der Humanmedizin. 1978 begann sie als Ärztin zu arbeiten, zunächst am Krankenhaus in Beroun, später an den Universitätskliniken Motol und Královské Vinohrady, beide in Prag. An letzterer Klinik war sie von 1990 bis 1998 Direktorin. 1997 erwarb sie an der Sheffield Hallam University den Titel Master of Business Administration.
Roithová, die von 2001 bis 2003 stellvertretende Vorsitzende der KDU-ČSL war, wurde Anfang 1998 zur Ministerin für Gesundheit berufen. Dieses Amt legte sie aber nach wenigen Monaten nieder, nachdem sie im Wahlkreis Prag 10 in den Senat gewählt wurde, dem sie bis 2004 angehörte. Seit 2004 ist sie Mitglied des Europäischen Parlaments. 2013 kandidierte sie für das Amt des tschechischen Präsidenten und schied mit 4,95 % im ersten Wahlgang aus.